# Мечето Падингтън
Мечето Падингтън (на английски: Paddington Bear) е детски литературен герой. Първата му поява е на 18 октомври 1958 г. и впоследствие бива включен в няколко книги, за последен път през 2008 г., написани от Майкъл Бонд и илюстрирани от Пеги Фортнъм. Учтивата пътуваща мечка от Тъмно Перу, със стара широкопола шапка, изтъркан куфар и дебело палто, обичаща сандвичи с мармалад, е класически герой в английската детска литература. Книгите за Падингтън са преведени на над 30 езика, включително и български.
Падингтън е антропоморфизирана мечка. Той е винаги учтив (назовава хората с учтиви форми като „г-н“, „г-жа“ и „г-жица“ и много рядко по първо име). Той е член на семейство Браун, като по този начин пълното му име е Падингтън Браун.

## Герои
- Хенри Браун – нещастен, но приятелски настроен работник от града.
- Мери Браун – съпруга на Хенри и майка на Джонатан и Джуди.
- Джонатан и Джуди Браун – деца на Хенри и Мери Браун.
- г-жа Бърд – набита сивокоса жена с майчински вид и приятно пламъче в очите. Понякога е малко строга и страшно мърмори, но всъщност не е такава. Бавачка на семейство Браун.
- г-н Къри – подлец, който си пъха носа в чуждите работи. Той е сприхав и вечно се оплаква за най-дребното нещо, предизвикало неодобрението му.
- г-н Грубер – приятел на Падингтън и собственик на антикварен магазин.
- леля Луси – лелята на Падингтън от Южна Америка. Живее в пансион за пенсионирани мечки.

## „Мечето Падингтън“ в България
В България се преведени четири книги за мечето Падингтън от издателска къща Агата-А.
- „Мечето Падингтън“,
- „Отново за Падингтън“,
- „Падингтън идва на помощ“,
- „Падингтън в чужбина“

## Анимиране
Последната филмова адапция на книгата се казва „Приключенията на мечето Падингтън“. Детския сериал от 1997 г. съдържа 117 епизода създадени от Брус Роб и продуцирани от Синар Филмс и Протекриа.
В България сериалът е излъчван по телевизия Супер 7.

## Google
На 13 октомври 2008 г. Google отпразнува 50-годишнината от първата публикация на Мечето Падингтън, като постави картинка на пътуващата мечка срещнала табела показваща пътя към Перу и Лондон, като свое лого.